# Ostseeschule Flensburg
Die Ostseeschule Flensburg (früher: Mürwik-Schule und Osbekschule) in Flensburg-Mürwik liegt am Rand des Stadtbezirks Osbek. Der Schulbau, der in den 1930er Jahren errichtet wurde, gehört zu den Kulturdenkmalen der Stadt. Die Schule dient heute als eine Gemeinschaftsschule mit integriertem Grundschulbereich, an der neben dem Hauptschulabschluss auch der Realschulabschluss erworben werden kann.

## Hintergrund
Das Schulgebäude entstand nach Entwürfen der Architekten Paul Ziegler und Carl Andresen. Ziegler, ein Anhänger der Heimatschutzarchitektur, wurde durch zahlreichen stadtbildprägende Bauten Flensburgs bekannt, darunter auch verschiedene Schulen, beispielsweise die Auguste Viktoria-Schule (1910–1912), die Goethe-Schule (1914–1927) und die Schloss-Duburg-Schule (1928/29). Im ersten Bauabschnitt der „Mürwiker Schule“ in den Jahren 1929 bis 1930 wurde der C-förmige Hauptbau an der Straße errichtet. Dieser dreigeschossige Ziegelbau zeichnet sich durch eine äußerst sparsame Verwendung von Details aus. Das Dach ist flach gedeckt. Dem schlicht gehaltenen Eingangsportal der Schule schließt sich ein Portikus an. In einem zweiten Bauabschnitt 1938 bis 1940 wurde der Innenhof der Schule durch eine Turnhalle abgeschlossen. Auf diese Weise entstand eine um den Schulhof gruppierte Vierflügelanlage, welche eine D-förmige Gestalt besaß. Die Planung der Turnhalle erfolgte durch Theodor Rieve, mit dem Paul Ziegler, wie beispielsweise beim Deutschen Haus, mehrfach zusammenarbeitete.
Noch im Jahr 1930 begann der Schulbetrieb. Die neue Schule wurde wohl zunächst Mürwik-Schule genannt. Sie diente als Volksschule und wurde daher auch Volksschule Mürwik sowie Volksschule Flensburg-Ost genannt. Später diente sie weiter als Grund- sowie Hauptschule und trug den Namen Osbekschule. Zum Schuljahresbeginn 1979/80 wurde das in der Nähe gelegene Schulzentrum Ost im Zuge eines Ringtausches aufgelöst. Die im Schulzentrum Ost beheimateten Hauptschulklassen fanden daraufhin in der Osbekschule eine neue Heimat. 1996 wurde das Schulgebäude saniert. Das alte äußere Mauerwerk wurde mittels eines neuen äußeren Mauerwerks verschalt. Die Fenster wurden nach der ersten, aber nie vollständig ausgeführten Planung erneuert, womit die Konzeption des Baus erhalten blieb.
2007 wurde die Ostseeschule gegründet, welche zunächst ein für zwei Jahre ausgelegtes Übergangsquartier in der Jürgensgaarder Straße 11/13 im Stadtteil Jürgensby bezog. In dieser neu eingerichteten Privatschule wurden im ersten Jahr die ersten 90 Schüler unterrichtet. Um 2008 beschloss die Stadt Flensburg den Grundschulzweig der Osbekschule einzustellen, womit die Schülerzahl sank. Gleichzeitig sollte die Osbekschule zur Regionalschule umgebaut werden. Da die Anmeldezahlen der Schule sodann in geringem Maße unter der Mindestvorgabe lagen, erhielt die Schule vom Schleswig-Holsteinischen Bildungsministerium nur eine auf drei Jahre befristete Genehmigung. Im Mai 2009 wurde offiziell vom öffentlichen Träger das Ende der Grund- und Hauptschule an der Osbek beschlossen. Die 210 Schüler wurden auf benachbarte Schulen umverteilt. Daraufhin zog schließlich die zwei Jahre zuvor gegründete Ostseeschule in das Mürwiker Schulgebäude mit 3300 Quadratmeter Fläche. und gab dem Schulgebäude seinen neuen Namen. Das ehemalige Provisorium in der Jürgensgaarder Straße wurde kurz darauf zum Wohngebäude umgebaut.
Die Firma Yingli Green Energy installierte 2013 auf den Dächern der Schule zahlreiche Solaranlagen. Projektauflage für die Verfügungstellung durch das Unternehmen war, dass die Hälfte der späteren Einnahmen afrikanischen Schulen gespendet würden.
Der Innenhof des Schulgebäudes wurde um 2017 mit einem überdachten Gebäude bebaut, das sich räumlich in den Schulgebäudekomplex integriert. Der Saalbau kostete 1,2 Millionen Euro. 500.000 Euro übernahm das Land. Eine Bühne ermöglicht die Nutzung als Schulaula. Des Weiteren dient der Saal der Gebundenen Ganztagsschule als Schulmensa.
Ab Januar 2019 soll der Schule ein Kindergarten für 60 Kinder angeschlossen werden, der wie die Schule selbst auch auf Basis der Montessoripädagogik beruhen soll. Der neue eingeschossige Flachbau, der als Kita dienen soll, kostet 2,5 Millionen Euro. Seine Finanzierung erfolgt durch Förderungen der Stadt, des Landes und des Bundes.